# کوشکنار
کوشکنار یکی از شهرهای بخش کوشکنار شهرستان پارسیان در استان هرمزگان ایران است. نام قدیم این شهر «قَصر کُنار» بوده‌است.
این شهر در شش کیلومتری شمال بندرتبن و در هشت کیلومتری جنوب برکه دکان، و در هفت کیلومتری مغرب غورزه، و در هفت کیلومتری مشرق روستای سروباش واقع شده‌است. این شهر در دوران گذشته مقر حکم قبیله «آل حرم» بوده، چون در آن دوران قبیله آل حرم بر این منطقه حکمران بودند.ُ 
ساغر فرشچیان و اگر خوش‌شانس باشید میتوانید عروس دریایی های زیبایی را ببینید

## مردم
تقریباً تمام مردم به زبان فارسی گویش محلی کوشکناری لاری تکلم می‌کنند ٨۵٪ از مردم سنی مذهب هستند.
بر پایه سرشماری عمومی نفوس و مسکن در سال ۱۳۹۵ جمعیت این مکان ۳٬۲۶۰ نفر (۸۴۷ خانوار) بوده‌است.

## آثار باستانی
آثار قلعه‌ای بسیار قدیمی در وسط شهر باقی‌مانده‌است که گویا مقر حاکم وقت بوده‌است، این قلعه بنام «قلعه شیخ محمد احمد خلفان الأحرمی» مشهور است. همچنین آثار خانه‌های قدیمی در شهر وجود دارد که از سنگ و کاهگِل ساخته شده‌است. در ضمن در نزدیکی مسجد جامع این شهر آرامگاه شخصی به نام شیخ انصار است که امروزه تنها ویرانه‌ای از آن به جا مانده‌است.